# Scopula flexio
Scopula flexio är en fjärilsart som beskrevs av Louis Beethoven Prout 1917. Scopula flexio ingår i släktet Scopula och familjen mätare. Inga underarter finns listade.